# Ned Kelly
Edward "Ned" Kelly (født 3. juni 1854, død 11. november 1880) var en australsk forbryder og, for nogle, en folkelig helt, fordi han trodsede kolonimyndighederne. Kelly blev født i Victoria, som søn af en irsk kriminel far, og som ung mand stødte han flere gange sammen med politiet. Efter en hændelse i hans hjem i 1878 ledte politiet efter ham i bushen. Efter at han myrdede 3 politimænd, gjorde kolonien Kelly lovløs, og hans bande blev forbudt. Et sidste voldeligt opgør med politiet fandt sted i Glenrowan (der i dag har en statue til minde om Ned Kelly). Kelly, der var iklædt en hjemmelavet rustning, blev fanget og sendt i fængsel. Han blev hængt for mord i "Old Melbourne Gaol" i 1880. Hans vovemod og upopularitet hos myndighederne har gjort ham til en ikonisk figur i australsk historie, litteratur, kunst og film.
Den 9. marts 2008 hævdede australske forskere at have fundet resterne af Kelly og hans bandemedlemmer under Pentridge-fængslet i Melbourne.
Kellys grandniece har tilbudt, at resterne bliver DNA-testet for at se, om de rent faktisk tilhører Kelly.

## I kunst og kultur
Historien om Ned Kellys liv er blevet filmatiseret mange gange, og den nyeste udgave kom i 2003, Ned Kelly med Heath Ledger i hovedrollen som Kelly, med bl.a. Geoffrey Rush, Orlando Bloom og Naomi Watts på rollelisten.
Den australske maler Sidney Nolan har malet en stiliseret serie af malerier, der skildrer Ned Kellys liv. 